# أشغال شقة (مسلسل)
أشغال شقة هو مسلسل تلفزيوني مصري عُرض في شهر رمضان عام 1445 هـ، في إطار كوميدي، يُرزق (حمدي عبد الرحيم) أخصائي الطب الشرعي وزوجته بتوأمين بعد فترة من زواجهما، ويقرران الاستعانة بمديرة منزل لرعاية التوأمين، ولكنهما يعانيان بشدة في رحلة البحث عن مديرة منزل لرعاية الطفلين.

## قصة المسلسل
تدور أحداث مسلسل حول طبيب شرعي يدعى حمدي عبد الرحيم الذي يجسد شخصيته الفنان هشام ماجد، والذي يُرزق بتوأمين ليبدأ هو وزوجته بالبحث عن مديرة منزل لرعاية الطفلين، لكن هذا لن يحدث بسهولة وتبدأ معاناتهم وفي ظل انشغالهما بالعمل يعجزان عن الوفاء بمتطلبات الأطفال.

## فريق العمل

### طاقم التمثيل
| - هشام ماجد:حمدي عبدالرحيم - أسماء جلال:ياسمين - شيرين:درية - مصطفى غريب:عربي - سلوى محمد علي: سوسن | - محمد عبد العظيم:عصام - حازم إيهاب:كريم وكيل النيابة - أحمد عبد الوهاب: فادي - عبد المنعم رياض:رجائي مدير القناة - محمد محمود:دكتور غندور |

ضيوف الشرف
| - انتصار:أم صابرين - إيمان السيد:فاطمة - ريم خوري:آيلا - إنعام سالوسة:صفية - أكرم حسني: ضيف شرف | - نهى عابدين:هناء - إنجي وجدان: معتزة - رحمة أحمد فرج:هادية - مي كساب:فايزة - أحمد محارب: رجب - ضيف شرف |

بالإشتراك مع:
سهام عربي:أم عواطف - سالي سعيد :صابرين - أحمد رضوان:مشتري الشقة - نانسي نبيل زوجة المتشري -جيلان محسن فرج: موظفة الكونتر - سحر عبد الله: زوجة د. عصام - محمد المصري: طبيب1 - أحمد المصري: طبيب2 - محمد الكوتي: سواق النقل - سليم سليمان: ضزضزي - رندا إبراهيم:رؤوفة - رقية: الخدامة السورية- محمود محمد: مساعد كريم - صبري غباشي:بولا الكوافير - مي رضا: وجيدة - يوسف رزق:فريد - أحمد السيسي: بائع العفش - ميسي برهان: ليلى - ياسمين خالد:سارة - أيمن عبد الهادي: أمن عمارة غندور - صامويل طارق: مريض متكلم - أحمد الشحات: عامل الدليفري - فتحي الجارحي: القاضي - ممدوح عبد الخالق: إبراهيم - لؤي المصري: المحامي - خالد عمارة: قاضي الشقة - فاطمة كشري: أم فردوس - عادل سعيد: هاني - طاهر الحكيم: شيخ المقابر - هشام زكري: رجل1 - جمال محمد:رجل2 - محمد عبد الهادي: سعيد - سامر المنياوي:الجنايني - ممدوح السمان: المعلم منعم - أحمد حسن:الظابط - شيماء مجدي: زوجة سعيد - ياسر المنيسي: عامل السوبرماركت - سعد مصطفى: سمسار - كمال روبائي: السفير الهندي - ميشيال ميلاد: المترجم - سامر المنياوي: الجنايني - روني: كارتيكا - محمود حسني: المخرج - أحمد ماشا: فهمي - ممدوح عبد الخالق:إبراهيم - أحمد يونس: جرسون مطعم - محمد المحمدي: جارسون المطعم

### إداريون
- المصطفى التاجي: سكريبت حركة
- لمياء عادل: مخرج منفذ
- خالد دياب: مؤلف ومخرج
- شيرين دياب:مؤلف
- إي بروديوسر: منتج
- خالد الشيخ: منفذ الملابس
- علي خيري: مونتاج
- محمد شاهين: كاستينج دايركتور

## روابط خارجية
- أشغال شقة (مسلسل) على موقع IMDb (الإنجليزية)
- أشغال شقة (مسلسل) على موقع قاعدة بيانات الأفلام العربية
- أشغال شقة (مسلسل) على موقع قاعدة بيانات الفيلم (الإنجليزية)